# Drifa
Drifa is een geslacht van neteldieren uit de klasse van de Anthozoa (bloemdieren).

## Soort
- Drifa glomerata Verrill, 1869